# Richard Sharpe Shaver
Richard Sharpe Shaver (geboren am 8. Oktober 1907 in Berwick Pennsylvania; gestorben am 5. November 1975 in Summit, Arkansas) war ein amerikanischer Science-Fiction-Autor und Künstler. Bekannt wurde er durch Berichte von einer ausgedehnten unterirdischen Zivilisation, die auf starken Widerhall stießen und als Shaver Mystery bekannt wurden. Eine Anhängerschaft der daraus entstandenen, als Shaverism bezeichneten Bewegung existierte über Jahrzehnte.

## Leben

### Frühe Jahre
Shaver wuchs als viertes Kind von Ziba and Grace Shaver im ländlichen Pennsylvania auf. Besonders stark war seine Verbindung zu dem vier Jahre älteren Bruder Taylor oder „Tate“, der schon Geschichten an Boy’s Life, The American Boy und ähnliche Jugendmagazine verkaufte. Auch Shavers Mutter Grace soll Gedichte geschrieben und veröffentlicht haben. Shaver hatte in der Schule oft Ärger, es gab misslungene Streiche und Auseinandersetzungen mit Schülern und Lehrern, was zum Ausschluss aus dem Football-Team und anderen Sanktionen führte. Nach der Schule arbeitete er in verschiedenen Jobs, unter anderem als Fleischpacker und Gärtnergehilfe. 1929 folgte er seiner Familie nach Detroit.
Dort begann der stellungslose Shaver Kurse der Wicker School of Art zu besuchen, einer privaten Kunstschule. Er arbeitete dort auch als Aktmodell und besserte seine Einkünfte auf, indem er selbst Aktmodelle anheuerte und Gelegenheiten zum Aktzeichnen vermittelte. Außerdem – seit 1920 herrschte in den USA die Prohibition – braute er Alkohol in der Badewanne.
1930 wurde er Mitglied des John Reed Club, einer den Kommunisten nahestehenden Organisation, und nahm an einer Maidemonstration in Detroit teil. Das politische Engagement währte nicht lange, zumal sich die Folgen der Weltwirtschaftskrise immer stärker bemerkbar machten. Shaver begann nun selbst an der Wicker School zu unterrichten und außerdem im Stadtpark für einen Quarter schnelle Skizzen von den Spaziergängern anzufertigen. An der Wicker School lernte er auch die aus Kiew stammende Sophie Gurivinch kennen, die er 1933 heiratete. Ende 1933 wurde eine Tochter geboren.
Inzwischen hatte er als Schweißer für Briggs Manufacturing Company in Highland Park zu arbeiten begonnen. Die Firma fertigte Autokarosserien für den Ford V8 und die Arbeit war monoton, gefährlich und laut. Während dieser Zeit soll Shavers nach eigener Darstellung sich erstmals der Stimmen aus der unterirdischen Welt bewusst geworden sein, nachdem er zuvor begonnen hatte, die Gedanken seiner Arbeitskollegen aufzufangen, wobei seine Schweißpistole zunächst als eine Art Empfänger fungierte:

„Durch einen seltsamen Zufall der Konfiguration ihrer Windungen wurde die Schweißpistole nicht zum Radio, sondern zum Teleradio, einem durchaus wirksamen Gedankenverstärker.“

Bald aber schon konnte er Gedanken und Visionen nicht mehr nur aus der direkten Umgebung, sondern aus einer den Menschen der Erdoberfläche verborgenen Höhlenwelt in den Tiefen der Erde auch ohne Hilfsmittel empfangen. Was er von dort empfing war nichts Freundliches, sondern schreckenerregend und grauenhaft – finstere, bösartige Gedankenfetzen und die Schreie und Klagen Gefolterter, hauptsächlich Frauen. Dieser Aspekt Shaverscher Höhlen- bzw. Höllenvisionen veranlasste in späteren Jahren die Gegner seiner „Botschaft“, diese als sadistische Phantasien zu qualifizieren. Ebenso naheliegend war es für Shavers spätere Kritiker darauf hinzuweisen, dass derartige Erlebnisse („Stimmen hören“) zu den klassischen Symptomen der paranoiden Schizophrenie gehören.
In der Tat entwickelte sich bei Shaver eine psychische Problematik und 1934 kam es zu einer Art von Zusammenbruch: Im Februar dieses Jahres starb sein Bruder Tate, an dem er sehr gehangen hatte, und in der Folge scheint es ihm schlechter gegangen zu sein. Am 16. Juli 1934 wurde er in die Notaufnahme des Detroit Receiving Hospital gebracht, wo er angab, sich beobachtet und verfolgt zu fühlen und die Befürchtung äußerte, die Ärzte wollten ihn vergiften. Am 27. Juli beantragte seine Frau die Unterbringung in einem staatlichen Pflegeheim und am 17. August erfolgte seine Aufnahme im Ypsilanti State Hospital, einer Pflegeanstalt für Geisteskranke.
Shavers Aufenthalt in den folgenden acht Jahren bleibt unklar. Es ist zwar möglich, dass er diese Zeit in einem „katatonischen Zustand“ in der Anstalt verbrachte, wie Ray Palmer es 1977 in einem Interview darstellte, andererseits gibt es Jim Pobst nach keinen Beleg über den Zeitpunkt seiner Entlassung. Doug Skinner zufolge soll Shaver 1936 entlassen worden sein. Im selben Jahr war seine Frau bei einem Unfall in ihrer Wohnung gestorben und die Tochter wurde von den Großeltern mütterlicherseits aufgenommen, die auch das Sorgerecht erhielten. Shaver soll in der folgenden Zeit von Visionen geplagt umhergewandert sein, da und dort gearbeitet haben, auch einige Male mit dem Gesetz in Konflikt gekommen sein und ein zweites Mal geheiratet haben. In diese Periode der Verwirrtheit, in der er Traum von Realität kaum unterscheiden konnte, datierte Shaver seinen Kontakt mit dem blinden Mädchen Nydia, das ihn mit der unterirdischen Welt, ihren aus vergangenen Äonen stammenden Maschinen und den dämonischen, immer noch dort lauernden Bewohnern bekannt machte und ihn dorthin schließlich mitnahm. Jahre will Shaver im Untergrund zugebracht haben. Zurückgekehrt von wo auch immer drängte es ihn, seine Erfahrungen mitzuteilen.
Als er 1943 einen Brief an das Magazin Amazing Stories schrieb, war er aus dem Ionia State Hospital entlassen worden, lebte bei seinen Eltern in Barto, einer kleinen Stadt in Pennsylvania, arbeitete dort als Kranführer und war zum dritten und letzten Mal verheiratet mit Dorothy Erb, genannte „Dot“, die bis zu seinem Tod an seiner Seite bleiben sollte.

### „Mantong“ und „Lemurisches Alphabet“
1936 hatte ein gewisser Albert F. Yeager in dem Magazin Science World einen Artikel The True Basis of Today’s Alphabet veröffentlicht, in dem er behauptete, dass sechs Buchstaben unseres Alphabets für Konzepte stünden, aufgrund derer sich die Bedeutung von Worten erschließen lasse. Shaver entwickelte diese Idee weiter und schrieb an Science World, dass es ihm gelungen sei, die Bedeutung nicht nur von sechs, sondern von allen 26 Buchstaben des Alphabets zu entschlüsseln. Dieser Schlüssel verweise auf eine allen menschlichen Sprachen zugrunde liegende Ursprache, die Shaver „Mantong“ nannte.
Science World scheint nicht reagiert zu haben, Shaver arbeitete weiter und sandte im September 1943 einen Brief an das Science-Fiction-Magazin Amazing Stories, dessen Herausgeber seinerzeit Ray Palmer war. Dessen Chefredakteur Howard Browne hatte das offensichtlich von einem Spinner stammende Schreiben bereits in den Papierkorb geworfen, aus dem Palmer es holte und den Schlüssel auf einige Worte anzuwenden versuchte. Die Ergebnisse fand er immerhin so verblüffend, dass er  eine Korrespondenz mit Shaver begann und die Schlüsselliste mit einer Aufforderung an die Leser von Amazing Stories, es einfach selbst mit der Entschlüsselung zu versuchen, in der Nummer vom Januar 1944 abdruckte:
- A – Animal (used AN for short)
- B – Be (to exist—often command)
- C – See
- D – (also used DE) Disintegrant energy; Detrimental (most important symbol in language)
- E – Energy (an all concept, including motion)
- F – Fecund (use FE as in female—fecund man)
- G – Generate (used GEN)
- H – Human (some doubt on this one)
- I – Self; Ego (same as our I)
- J – (see G) (same as generate)
- K – Kinetic (force of motion)
- L – Life
- M – Man
- N – Child; Spore; Seed (as ninny)
- O – Orifice (a source concept)
- P – Power
- Q – Quest (as question)
- R – (used as AR) Horror (symbol of dangerous quantity of dis force in the object)
- S – (SIS) (an important symbol of the sun)
- T – (used as TE) (the most important symbol; origin of the cross symbol) Integration; Force of growth (the intake of T is cause of gravity; the force is T; tic meant science of growth; remains as credit word)
- U – You
- V – Vital (used as VI) (the stuff Messmer calls animal magnetism; sex appeal)
- W – Will
- X – Conflict (crossed force lines)
- Y – Why
- Z – Zero (a quantity of energy of T neutralized by an equal quantity of D)

Ableitungen werden gebildet, indem teils nur aus den Buchstaben, teils aus einzelnen Buchstaben und enthaltenen Wurzelworten einer Sprache kombiniert wird, so wird zum Beispiel das englische acid (Säure) hergeleitet aus A=animal („Tier“), C=see („sehen“), I=I („ich“), D=disintegrate („auflösen“), man sieht also, dass man mit Säure Tiere auflösen kann. Amass („anhäufen, sammeln“) wird als Kombination aus A=animal (Tier) und MASS hergeleitet, wobei MASS als Wurzelwort gilt, das seine lemurische Bedeutung im Wesentlichen beibehalten hat, was Shaver zufolge bei vielen Worten der menschlichen Sprachen der Fall ist, schließlich ist ja Lemurisch die Ursprache. Wurzelworte sind also eben jene Worte einer Sprache, die ihre lemurische Bedeutung behalten haben – beziehungsweise deren aktuelle Bedeutung für die Herleitung brauchbar ist. Amass steht demnach für ein Tier, das eine Masse an Dingen anhäuft. Dass derartige etymologische Spielereien Freude bereiten können, sollte nicht überraschen. Palmer war aber überrascht – von der Zahl der Zuschriften, welche die Redaktion mit Herleitungen aus zahlreichen Sprachen überschwemmten. Diese Masse an „Evidenz“ (corroboration) beeindruckte und überzeugte ihn, dass an Shavers Alphabet und der „Ursprache“ Mantong wirklich etwas sein müsse.

### I Remember Lemuria!
Inzwischen hatte Palmer eine Reihe von Briefen und Manuskripten von Shaver erhalten. Eines dieser Manuskripte, A Warning to Future Man mit einem Umfang von ca. 10.000 Worten, schrieb Palmer um, kürzte Sexuelles und erweiterte Shavers Text zu einer Erzählung von rund 31.000 Worten, die unter dem Titel I Remember Lemuria! im März 1945 in Amazing Stories erschien. Shaver zufolge war Palmers Eingriff in den Text nur geringfügig, klar aber ist, dass Palmer Shavers Text fiktionalisierte: „Ich würzte den Text mit Action und Handlung, damit er sich nicht wie ein öder Vortrag las,“ bekannte Palmer. Palmer schrieb dazu im Editorial der Ausgabe:

„Mit dieser Ausgabe beginnend stellen wir eine neue Art von Erzählungen aus der Vergangenheit vor. […] Die Wissenschaft hat anerkannt, dass es ein ‚Rassengedächtnis‘ gibt, eine der ungewöhnlichen Fähigkeiten des menschlichen Geistes. Dergleichen existiert, sagt die Wissenschaft – ohne erklären zu können, was genau es ist. Man kennt das: ‚Dieser Ort scheint mir bekannt, obwohl ich noch nie hier war!‘ oder ‚Ich weiß, dass das so ist, ohne es je gelernt zu haben!‘ In dieser Ausgabe nun stellen wir ‚Ich erinnere mich an Lemuria!‘ vor, eine Erzählung(?) von Richard S. Shaver. Dies ist die erste Erzählung aus der Vergangenheit, die auf echtem ‚Rassengedächtnis‘ basiert. Wir haben hier einen Zugang zu einem der geheimnisvollsten Winkel des menschlichen Geistes gefunden und die Ergebnisse sind erstaunlich, wie sie bei der Lektüre dieser ersten Geschichte herausfinden werden. Es gibt etwas Neues in der Science-Fiction!“

Palmer sagt also genau genommen nicht, es sei eine wahre Geschichte im üblichen Sinn, sondern dass Shavers Erzählung auf authentischem „Rassengedächtnis“ basiert. In der Tat war allerdings die Wissenschaft bislang nicht in der Lage, die Existenz einer solchen Erinnerungsform irgendwie zu bestätigen. Palmer fährt dann weiter unten fort in Bezug auf etwaige Zweifel:

„Es könnte ein Schwindel sein! WENN MR. SHAVER DER SCHLAUESTE MENSCH WÄRE, DEN DIE WELT JE GESEHEN HAT! Aber das können wir nicht glauben. Alleine das Alphabet schon kann so nicht wegerklärt werden. Wir bekennen, dass wir verwirrt, beeindruckt und gespannt sind.“

Und er hebt nun die literarische Qualität der Shaver-Geschichten hervor:

„Dies, Leser von Amazing Stories, sind erstaunliche [amazing] Geschichten par excellence! Wir sind uns völlig sicher, dass sie mit Vergnügen gelesen werden und stellen sie auf eine Stufe mit den besten Arbeiten von Merritt (den Mr. Shaver sehr bewundert, und von dessen Geschichten er meint, sie hätten mehr Wahrheit in sich, als Merritt je zugeben würde), und den bekanntesten Autoren moderner Science Fiction.“

Die Bewunderung Shavers für Merritt war angebracht, dessen bekannteste Erzählung The Moon Pool handelt von ihm Untergrund hausenden finsteren Mächten, Göttern der Vorzeit und verkommenen Mutantenrassen, ganz wie in Shavers-Erzählungen. Der von Shaver entwickelte Mythos soll nun kurz dargestellt werden.
Zunächst einmal ist Shavers „Lemuria“ nicht das Lemuria der Theosophen, also ein versunkener Kontinent ähnlich wie Atlantis, sondern der vorzeitliche Name des Planeten Erde. Andere Namen sind „Mu“ – sonst auch bekannt als sagenhaftes versunkenes Land im Pazifik – und „Pan“. Mutan Mion, der Protagonist von I Remember Lemuria! lebt in Sub Atlan, einer großen, unterirdischen Stadt unterhalb von Atlantis, in einer Zeit vor 12.000 Jahren. In dieser lemurischen Welt lebten damals neben menschenähnlichen Wesen auch Angehörige der „Atlanen“ und der „Titanen“, mächtiger, nahezu unsterblicher Vertreter zweier sternenfahrender Rassen, welche die Erde und andere Planeten zu einer Zeit besiedelt hatten, als die Strahlen der Sonne noch rein und gesund waren.
Dies hatte sich inzwischen geändert, die alternde Sonne verbrannte – Shaver spricht von „Desintegration“ – keinen „reinen Kohlenstoff“ mehr, sondern immer mehr radioaktive Metalle, sodass die Sonnenstrahlen die Erde mit Siechtum verursachenden Partikeln kontaminierten. Die Folge waren nicht nur Krankheiten, sondern überhaupt das Altern und der schließliche Tod, dergleichen hatte es nämlich in den Zeiten des reinen Kohlenstoff nicht gegeben. Man hatte sich daher zunehmend in unterirdische Städte zurückgezogen, die in riesigen Hohlräumen lagen, die bis weit hinab bis an den Erdkern reichten. Außerdem bewohnten auch sogenannte „Variforms“ die unterirdische Welt, von den Atlanen und Titanen erzeugte Mischwesen, beispielsweise Kreuzungen von Mensch und Schlange.
Mutan Mion ist RO, was als Substantiv zunächst für Lebensmuster oder Lebensweise oder (einfache) Lebensformen steht. RO wird auch als Verb verwendet und bedeutet dann die Ausübung von Kontrolle über die Lebensmuster. Wird eine ganze Bevölkerung auf diese Art und Weise kontrolliert, so heißt diese Regierungsform ROMANTIC (abgeleitet aus RO + MAN (Mensch) + TIC (Wissenschaft)), also die „Wissenschaft von der Menschenleitung durch Kontrolle der Lebensmuster“. Individuen sind dann RO, wenn sie den sie umgebenden mentalen Einflüssen unterliegen, es kann also RO auch in der Bedeutung „Untergebener“, „Sklave“ gebraucht werden.
Durch die erwähnten schädlichen Einflüsse der Sonne kann es nun zum DERO [= D (detrimental) + E (energy) + RO] kommen, also detrimental energy robotism kommen, einem Zustand, in dem eine Lebensform von negativen Einflüssen bestimmt wird. Noch gravierendere Folgen hat es, wenn die Einflüsse nicht direkt von der Sonne, sondern von durch radioaktive Giftpartikel verseuchten Strahlenmaschinen stammen, welche von den Atlanen und Titanen dazu verwendet wurden, Menschen und andere niedere Lebensformen mittels ROMANTIC zu lenken. Dazu kam es, als Horden von unentwickelten ROs sich in verlassenen Kavernenstädten der zurückgelassenen Strahlenmaschinen bemächtigten, die nun nicht mehr von den Atlanen gewartet und gereinigt wurden. Die Folge war die Entstehung einer DERO-Rasse, eines von den Maschinen völlig abhängig gewordenen sadistischen Gezüchts, degeneriert und verzwergt, das nichts anderes im Sinn hatte, als jedes fremde Lebewesen zu töten und vorher möglichst lange zu martern. Nützlich dabei waren die erwähnten Maschinen, mit denen verschiedene Arten von Strahlen erzeugt werden konnten, darunter stim-rays („Stimulationsstrahlen“ zur Steigerung von sexuellem Erleben und Potenz), ben-rays (beneficent rays, „Heilungsstrahlen“, mit denen Folteropfer länger am Leben gehalten werden konnten), sowie weitere Gerätschaften wie der Telesolidograph, der dreidimensionale Bilder projizieren konnte, oder der Telaug, der Telepathic Augmentor, welcher der Telepathie und dem Gedankenlesen diente.
Im Mantong-Alphabet steht dem D, das für Desintegration, Zerstörung und jegliche Form von negativem Einfluss steht, der Buchstabe T gegenüber („the most important symbol“), das für die positiven, integrativen Kräfte steht. Dementsprechend werden jene Bewohner der Höhlenwelten, die sich den Einflüssen der Desintegration nicht ergeben haben und die DERO bekämpfen, TERO genannt. Das oben erwähnte blinde Mädchen Nydia, durch das Shaver unmittelbare Erfahrung der unterirdischen Welt vermittelt wurde, war eine TERO.
Die Erzählung selbst handelt von einer heimlichen Übernahme der Macht durch Zeit, einen exilierten Ältesten der Atlanen und eine von ihm geführte Gruppe von Deros, die in verlassenen (englisch abandoned) Höhlenstädten hausen, daher Abandonderos genannt. Dem Protagonisten Mutan Mion gelingt es mit Hilfe der Nortan, einer weiteren alten Superrasse, die anders als Atlanen und Titanen ausschließlich sonnenferne Planeten bewohnen und daher nie Gefahr laufen, von radioaktiver Sonnenstrahlung vergiftet zu werden, den Usurpator zu überwinden. Die auf der Erde noch überlebenden Atlanen und Titanen werden evakuiert, die Menschheit bleibt auf der Erde zurück und einem Schicksal überlassen, bei dem sie beständig von durch die giftige Sonnenstrahlung verursachter Degeneration bedroht ist. Muan Mion ist so freundlich, zahlreiche auf Telonion, einem unzerstörbaren Metall, gravierte Platten mit einer entsprechenden Warnung an verschiedenen Orten der Erde zu deponieren, diese scheinen aber im Lauf der Äonen verloren gegangen zu sein. Bekanntlich wurden bis heute ja keine derartigen Tafeln gefunden. Die Möglichkeit, dass die Tafeln der Zehn Gebote  solche von Mion deponierte Tafeln gewesen seien, hält Shaver für unwahrscheinlich, die Mosaischen Gesetzestafeln seien ja nach dem Bericht der Bibel durchaus zerstörbar gewesen. Die Ratschläge Mutan Mions, sich möglichst stets in kilometertiefen Höhlen aufzuhalten und auch dort Trinkwasser mehrfach zu destillieren und die Atemluft mehrfach zu filtern, konnten daher von einer der Barbarei wieder entwachsenen Menschheit nicht beherzigt werden. Immerhin folgte Shaver selbst den Empfehlungen im Rahmen des Möglichen, indem er sein Trinkwasser dreimal destillierte und einer Diät aus von den Sonnenstrahlen wenig belasteten Nahrungsmitteln wie jungem Gemüse, Kalbfleisch und Lamm befolgte.

### Shaverism
Der Widerhall, den Shavers Erzählung fand, überstieg alle Erwartungen. Schon bei der ersten Publikation von Shavers Alphabet war das Interesse rege gewesen und zahlreiche Leser hatten Wortherleitungen aus anderen Sprachen als dem Englischen beigetragen. Nun traf ein Strom von Tausenden von Briefen in der Redaktion ein, zahlreiche Leser berichteten von ganz ähnlichen Erlebnissen, von feindlichen Strahlen, die ihre Gedanken manipulierten und teilweise auch substanzieller, von Entführungen in den Untergrund – ganz ähnlich wie später von Entführungen durch UFOs berichtet wurde – und die Auflage von Amazing Stories stieg von 135.000 auf 180.000, weswegen man Palmer später den Vorwurf machte, er habe sich bei der Publikation der Erzählungen Shavers rein von wirtschaftlichen Interessen leiten lassen. Den zahlreichen (neuen) Lesern, die sich für das Shaver Mystery, wie es nun hieß, aufgeschlossen zeigten und sich in Shaver-Zirkeln zusammenfanden oder Fanzines wie das Shaver Mystery Magazine und später Shavertron zirkulierten, stand eine wachsende und lautstarke Gruppe gegenüber, die sowohl Inhalt als auch das wahrgenommene Übergewicht der Shaver-Beiträge in Amazing Stories kritisierten – kaum eine Nummer erschien ohne einen Beitrag Shavers und die Juninummer 1947 war ausschließlich Shaver gewidmet. Ein Artikel von William S. Baring-Gould in der Septembernummer von Harper’s veranlasste den Verleger William Bernard Ziff schließlich, Palmer aufzufordern, die Zahl der Shaver-Geschichten zu begrenzen.
Ein weiterer vehementer Kritiker war Forrest J. Ackerman, der 1997 rückblickend schrieb:

„Shaver war ein Problem. Schon viele Autoren hatten Geschichten veröffentlicht, deren Hauptfiguren als Kunstgriff behaupteten, ihre Erzählungen würden auf tatsächlichen Ereignis basieren. Die Leser stellten einfach vorübergehend ihre Vorbehalte zurück und ließen sich mit auf die Reise nehmen. […] Horden von Pseudofans wurden von Shavers Erzählungen angezogen wie ein Fliegenschwarm von einem Honigglas. Zur Freude Palmers und seines Verlegers stiegen die Verkaufszahlen raketengleich in die Höhe, und der Shaverismus wurde zu einem guten Geschäft.“

Die Ortsverband Queens der Science Fiction League ging so weit, die Lektüre von Shaver-Geschichten für eine Gefährdung der geistigen Gesundheit zu halten und sie bei der Society for the Suppression of Vice zu denunzieren und bei einer Convention in Philadelphia wurde ernsthaft eine Petition diskutiert, mit der gefordert wurde, den Postvertrieb von Amazing und Fantastic Adventures zu unterbinden. Es versteht sich, dass die Gegner nicht vom Shaver Mystery, sondern von Shaver Hoax („Shaver-Schwindel“) sprachen.
Nach der Intervention des Verlegers betreffend die Shaver-Geschichten hielt es Palmer nicht mehr lange bei Amazing Stories. 1948 gründete er zusammen mit Curtis Fuller, auch ein Mitarbeiter von Ziff-Davis, den Verlag Clark Publishing, wo er zusammen mit Fuller unter dem Pseudonym Robert N. Webster als Herausgeber des neuen Magazins Fate erschien. 1949 verließ Palmer dann Ziff-Davis endgültig. Shaver-Material spielte bei Fate kaum eine Rolle, doch der ruhelose Palmer ließ es dabei nicht. Er gründete weitere Magazine, darunter Other Worlds Science Stories (1949, ab 1957 Flying Saucers), Imagination (1950), Universe Science Fiction (1953), Science Stories (1953) und Mystic Magazine (1953, später als Search), einige davon nur sehr kurzlebig.
1949 war Shaver nach Amherst, Wisconsin, gezogen, wo er ein Buch mit dem Titel The Elder World schreiben wollte, sich aber zu krank fand, das Projekt fertigzustellen. Im folgenden Jahr zog auch Palmer mit seiner Frau nach Amherst auf eine Farm in der Nachbarschaft der Shavers. Ab 1961 brachte Palmer mit The Hidden World eine Sammlung des bis dahin erschienen Shaver-Materials sowie neuer, deutlich weniger redigierter Shaver-Geschichten in Form einer Zeitschrift heraus, von der bis 1964 11 Ausgaben erschienen. Neben Texten und Briefen Shavers enthielten die Ausgaben editorische Beiträge Palmers, in denen er den Standpunkt vertritt, die unterirdische Welt Shavers sei nicht physisch existent, sondern „astral“, koexistent mit unserer Welt, ein Standpunkt, den Shaver selbst kategorisch ablehnte und auf der realen Existenz der Deros in ihren Höhlen beharrte, von wo aus sie mittels Strahlen die Menschen der Oberfläche beeinflussten und in geistiger Sklaverei hielten. Außerdem enthielten die Ausgaben Leserbriefe der weiterhin durchaus aktiven, über das Land verstreuten Shaver-Anhängerschaft.

### Späte Jahre
Mitte der 1960er Jahre zog Shaver mit seiner Frau nach Summit in Arkansas. Dort – inzwischen zunehmend in Vergessenheit geraten – begann er die Arbeit an den Rokfogos oder Rock Books („Felsbüchern“). Demnach sollen die vorzeitlichen Bewohner der Unterwelt, bevor sie die Erde verließen, durch einen unbekannten Prozess zahlreiche Botschaften in bestimmten Gesteinen eingeschrieben haben. Diese Botschaften gälte es nun zu finden und sichtbar zu machen. So schrieb er über die Felsbotschaften, fertigte Fotografien geschliffener Gesteinsplatten und – wo die Bilder im Gestein nicht deutlich genug erkennbar waren – schuf er Gemälde dessen, was er in den Steinen sah. Die entstandenen Werke erscheinen abgelöst von dem Shaver-Mystery-Hintergrund, als Kunstwerke betrachtet wie Werke eines erotisch gesättigten Surrealismus bzw. wie Anhäufungen von Pareidolien mit besonderer Betonung nackter Frauen. Für Shaver aber waren sie materielle Beweise für seine Thesen und er bot eine Art Leihservice an, mit denen ein Interessierter sich eine polierte Achatplatte mit einer ausführlichen Interpretation Shavers per Post zusenden lassen konnte.
1975 ist Shaver im Alter von 68 Jahren in Summit an einem Herzinfarkt gestorben. Er wurde auf dem Layton Cemetery in Yellville, Marion County bestattet.

## Rezeption
Shavers Rokfogos stießen zu seinen Lebzeiten kaum auf Interesse. Seither hat es aber eine Reihe von Ausstellung seiner bildnerischen Werke und Fotografien gegeben, namentlich am California Institute of the Arts (1989), in der Curt Marcus Gallery in New York (1989), am Santa Monica Museum of Art (1994), an der Guggenheim Gallery der Chapman University in Orange, Kalifornien (2002), in der New Yorker Galerie von Christine Burgin (2002) und am Yerba Buena Center for the Arts in San Francisco (2004). Die Zeitung LA Weekly schrieb in einer Besprechung der Ausstellung in Orange, dass rein bildnerisch Shavers Gemälde mit Werken von Max Ernst und Jean Dubuffet zu vergleichen seien.
Der japanische Horrorfilm Marebito (2004) von Takashi Shimizu basiert auf Shavers Thesen.

## Bibliografie
Romane
- The Masked World (1946)
- Cult of the Witch Queen (1946, mit Bob McKenna)
- Gods of Venus (1948)
  - Deutsch: Zauberbann der Venus. Ullstein 2000 #40 (2944), 1973, ISBN 3-548-02944-2.
- Titan’s Daughter (1948)
  - Deutsch: Titans Tochter. Ullstein 2000 #106 (3196), 1975, ISBN 3-548-13196-4.
- The Sun-Smiths (1952)
- Beyond the Barrier (1952)

Sammlungen
- I Remember Lemuria, and the Return of Sathanas (1948)
- The Hidden World : The True Story of the Shaver Mysteries (11 Ausgaben, 1961 ff., Neuausgabe #1–10 als The Hidden World : The True Story Of The Shaver & Inner Earth Mysteries, 2008–2014)
- The Secret World : The Diary of a Lifetime of Questioning the Facts (1975)
- The Shaver Mystery (6 Bände, 2011–2015)
- The Sea People / Witch’s Daughter (2012)

Kurzgeschichten
- Return of a Demon (1943, als Alexander Blade)
- “I Remember Lemuria!” (1945)
- Thought Records of Lemuria (1945)
- Cave City of Hel (1945)
- Quest of Brail (1945)
- Invasion of the Micro-Men (1946)
- An Adam from the Sixth (1946)
- Luder Valley (1946)
- The Tale of the Last Man (1946)
- The Sea People (1946)
- Earth Slaves to Space (1946)
- The Return of Sathanas (1946, mit Bob McKenna)
- The Land of Kui (1946)
- Death Seems So Final (1947, als Alexander Blade)
- First Rocket (1947, als D. Richard Sharpe)
- The Tale of the Red Dwarf Who Writes With His Tail (1947, als The Red Dwarf)
- The Vanishing Spaceman (1947, als Alexander Blade)
- The Mind Rovers (1947)
- Joe Dannon, Pioneer (1947)
- The Princess and Her Pig (1947)
- The Crystalline Sarcophagus (1947)
- Formula from the Underworld (1947)
- The Red Legion (1947)
- Witch’s Daughter (1947)
- Zigor Mephisto’s Collection of Mentalia (1947)
- Mer-Witch of Ether “18” (1947)
- Witch of the Andes (1947)
- Of Gods and Goats (1947)
- Flesh Against Spirit (1948, als Alexander Blade)
- Lair of the Grimalkin (1948, als G. H. Irwin)
- The Monster from Mars (1948, als Alexander Blade)
- The Plotters (1948, als Alexander Blade)
- “Slaves of the Worm” (1948)
- The Thin Woman (1948)
- Ice City of the Gorgon (1948, mit Chester S. Geier)
- The Valley of Madness (1948, als Alexander Blade)
- Mirrors of the Queen (1948)
- Daughter of the Night (1948)
- Fountain of Change (1948, mit Chester S. Geier)
- Dynasty of the Devil (1949, als Alexander Blade)
- Pillars of Delight (1949, als Stan Raycraft)
- Prometheus’ Daughter (1949, als Alexander Blade)
- The Jinx (1949, als Alexander Blade)
- When the Moon Bounced (1949, als Frank Patton)
- The Cyclopeans (1949)
- Exiles of the Elfmounds (1949)
- Erdis Cliff (1949)
- Battle in Eternity (1949, mit Chester S. Geier)
- The Fall of Lemuria (1949)
- Where No Foot Walks (1949, als G. H. Irwin)
- The Devil in a Box (1950, als Gerald Vance)
- The World of the Lost (1950, als Paul Lohrman)
- Sons of the Serpent (1950, als Wes Amherst)
- We Dance for the Dom (1950)
- Lady (1950)
- Marai’s Wife (1950, als Edwin Benson)
- The Gamin (1950, als Peter Dexter)
- Palace of Darkness (1950, als Peter Dexter)
- Glass Woman of Venus (1951, als G. H. Irwin)
- Green Man’s Grief (1951)
- Journey to Nowhere (1951)
- Lightning Over Saturn (1951, mit Chester S. Geier)
- Yelisen (1951)
- Of Stegner’s Folly (1952)
- The Scarpein of Delta Sira (1952, als G. H. Irwin)
- The Dark Goddess (1953)
- Paradise Planet (1953)
- The Heart of the Game (1953, als Richard English)
- She Was Sitting in the Dark (1953, als Richard Dorot)
- Why Skeets Malloy Has Two Heads (1954)
- The Rescue of Atlantis and Lemuria by the Flying Saucers (1956, mit Raymond A. Palmer)
- The Dream Makers (1958)
- A Taste of Heaven (1961)
- A Witch in the Night (1961)
- Disaster and Escape (1961)
- Flight into Futility (1961)
- I Enter the Caves (1961)
- The Living Library (1961)
- The Tormenting Voices (1961)

Essays
- Mantong, the Language of Lemuria (1945, mit Raymond A. Palmer)
- Open Letter to the World (1945)
- Proofs (1947)
- Medieval Illicit (1948)
- Shaver on Inertia (1948)
- If We Get a Chance! (1948)
- The Cyclops (1949)
- The People Who Make Other Worlds No. 4: Richard S.Shaver (1952)
- How I Discovered the Caves (1955)
- I Contacted an Unknown Race (1955)
- Why Do We Die? (1956, mit Raymond A. Palmer)
- The Secret Caves of the Dero (1956)
- The Flying Saucers (1956)
- Historical Aspect of the Saucers (1957)
- The Key to Mantong—The Ancient Language (1958, mit Joel Kos)
- The Shaver Mystery—A Defense (1958)
- A Dictionary of the Manthong Language (1961)
- The Ancient Alphabet (1961, mit Raymond A. Palmer)
- Why the Caves Are Secret (1961)
- The Shaver Papers (1974)